# Hexarthrius vitalisi vitalisi
Hexarthrius vitalisi vitalisi es una subespecie de coleóptero de la familia Lucanidae.

## Distribución geográfica
Habita en Tailandia y Vietnam.